# Ленін Морено
Ленін Больтайре Морено Гарсес (ісп. Lenín Boltaire Moreno Garcés, нар. 19 березня 1953, Нуево-Рокафуерто, провінція Орельяна, Еквадор) — президент Еквадору (з 24 травня 2017 до 24 травня 2021). Його батько ідеалізував російську революцію і тому дав своєму синові таке ім'я..
Віцепрезидент Еквадору з 15 січня 2007 до 24 травня 2013 року. Він і президент Рафаель Корреа були обрані на загальних виборах 26 листопада 2006 року.
Висунутий кандидатом в президенти від керівного Альянсу гордої і незалежної батьківщини, очолюваного Рафаелем Корреа, на виборах 2017 року. Переміг у другому турі виборів президента Еквадору у квітні 2017 року. 24 травня 2017 обійняв посаду.
Пересувається на інвалідному візку, позаяк після нападу на нього з метою пограбування 1998 року його ноги паралізовано. За діяльність із допомоги людям із обмеженими можливостями Леніна Морено висували кандидатом на здобуття Нобелівської премії миру 2012 року.
З 19 грудня 2013 до 30 вересня 2016 — спеціальний посланець Генерального секретаря ООН з питань інвалідності та доступності.

## Eventa Foundation
Після того як його підстрелили, Морено створив Фонд «Евента», щоб просувати гумор і радість як спосіб життя, заснований на його особистому досвіді. Він є автором численних книг, зокрема про свою теорію гумору: Filosofía para la vida y el trabajo («Філософія життя і роботи»), Teoría y Práctica del Humor («Теорія і практика гумору»), Ser Feliz es Fácil y Divertido («Бути щасливим легко і весело»), Los Mejores Chistes del Mundo («Найкращі жарти світу»), Humor de los Famosos («Гумор знаменитих»), Trompabulario, Ríase, no sea enfermo ("Смійся, не хворій ") і Cuentos no Ecológicos (" Неекологічні казки ").

## Підозри на корупцію
Справа «Іна Пейперс», яка наразі відома як справа Sinohydro. Це включає скандал з корупцією, в якому, як стверджують, управляли хабарництво або «відкати» та відмивання коштів на суму 76 мільйонів доларів, в якому, за утвердженнями, були залучені Ленін Морено та його сім'я у зв'язку з офшорною компанією під назвою Ina Investment Corporation. За розслідуванням, цю компанію заснував брат Морено, Едвін Морено, в Белізі, податковому районі, відомому своїми податковими пільгами для іноземних компаній.
За інформацією, опублікованою на inapapers.org, назва «Іна» є абревіатурою, яка складається з останніх трьох літер імен дочок Леніна Морено: Каріни, Крістіни та Ірини. Крім того, розслідування пов'язало Ксав'єра Масіаса Карміньяні та Марію Оксиліядору Патіно, близьких друзів Морено та його дружини Росіо Гонсалес, з офшорною компанією.
Виявлено, що Ina Investment Corporation здійснювала різноманітні трансакції, такі як покупка меблів у Швейцарії та придбання квартири в Іспанії. Рахунки були випущені на ім'я Едвіна Морено та Марії Оксиліядори Патіно. Також були ідентифіковані два адреси, пов'язані з трансакціями: одна відповідає будинку Ксав'єра Масіаса Карміньяні в Гуаякілі, а інша пов'язана з нафтовою компанією Sertecpet, якою володіє Едуардо Лопес, друг Леніна Морено та його братів.
Справа Ina Papers викликала значні політичні наслідки та соціальні заворушення в Еквадорі, що призвело до запитів щодо розслідувань та виступів перед Національною Асамблеєю та Прокуратурою Еквадорської держави. В результаті розслідування були пред'явлені звинувачення у хабарництві Леніну Морено, його дружині Росіо Гонсалес, його дочці Ірині, його братам Едвіну та Гільєрмо, а також іншим 36 особам.
У лютому 2023 року Генеральний прокурор Діана Салазар повідомила, що справа «Іна Пейперс» розширилася, і була отримана відповідна інформація з Панами за допомогою міжнародної правової допомоги. Пізніше, у березні 2023 року, звинувачення були офіційно представлені на слуханні, де прокуратура вимагала запобіжного утримання для підозрюваних, посилаючись на ризик втіку. Однак суд вирішив застосувати менш обмежувальні запобіжні заходи, такі як періодичні виступи перед Національним судом правосуддя та заборона на виїзд за кордон.
У квітні 2023 року прокуратура вимагала запобіжного утримання для Леніна Морено, Росіо Гонсалес, Ірини Морено та ще семи інших осіб, причетних до справи. Було повідомлено, що десять з обвинувачених осіб, включаючи Морено, не виконали періодичні виступи перед судом, що призвело до прохання про сповіщення Інтерполу для їхнього розшуку та затримання.
Справа «Іна Пейп
ерс» або справа Sinohydro продовжує розгортатися, і очікується, що подальші розслідування та правові процеси проллють більше світла на заявлені факти корупції та хабарництва, в які були залучені Ленін Морено та його родина. Ці обвинувачення суттєво позначилися на політичній та соціальній сферах Еквадору, породжуючи питання про прозорість та етику у виконанні владних повноважень.